# جون بروس
جون بروس هو قاضي وسياسي كندي، ولد في 1837، وتوفي في 26 أكتوبر 1893.